# Lophosia excisa
Lophosia excisa är en tvåvingeart som beskrevs av Tothill 1918. Lophosia excisa ingår i släktet Lophosia och familjen parasitflugor. Inga underarter finns listade i Catalogue of Life.